# 大石邦彦のNOW ON SHARE!
『大石邦彦のNOW ON SHARE!』（おおいしくにひこのNOW ON SHARE!）は、2022年4月2日からCBCラジオで放送されている情報番組。

## 概要
CBCテレビの平日夕方の情報・報道番組のイッポウ→チャント!のメインキャスター、アンカーマンを務める大石邦彦が、リスナーからの困り事、疑問などをリサーチする番組である。尚、大石邦彦はチャント!のメインキャスターに就任以降はCBCラジオに殆ど出演していなかったため、ラジオ番組の出演は約16年振りとなる。2023年7月1日に大石がCBCテレビ報道部に異動（アナウンサー兼務）するが、番組出演を継続している。
リサーチする内容は政治、経済、社会、医療など、多岐にわたる。
番組名は、CBCテレビの2022年からのキャッチフレーズの「NOW ON SHARE! CBC」に因む。
ポッドキャストでも配信されている。
2025年3月から、ニコニコ動画のニコニコチャンネルで、「大石邦彦のNOW ON SHARE！チャンネル」を開設。

## 放送時間
- 毎週土曜日 11:40 - 11:55　（2022年4月2日 - ）

## パーソナリティー
- 大石邦彦